# Windmühlen in Berlin
Existierten um 1860 rund 150 Windmühlen in Berlin und den umliegenden, noch selbstständigen Dörfern, so sind es auf dem heutigen Stadtgebiet noch acht. Dazu zählen vier Mühlen an ihren ursprünglichen Standorten (Britzer Mühle, Jungfernmühle, Adlermühle, Zehlendorfer Mühle). Hinzu kommen ein Neubau (Bockwindmühle Marzahn) und zwei umgesetzte Mühlen im Deutschen Technikmuseum Berlin, in dem sich ferner eine Wassermühle befindet. Eine weitere umgesetzte Mühle wurde in Gatow aufgebaut.
Diese acht Windmühlen verteilen sich auf fünf Holländermühlen und drei Bockwindmühlen. Neben den noch vorhandenen Mühlen und rund zwanzig Straßenbezeichnungen wie Mühlsteinweg oder Am Mühlenberg erinnert das Wappen des ehemaligen Bezirks Prenzlauer Berg, das als stilbildendes Element vier schwarze Windmühlenflügel in goldenem Schild zeigte, an die große Zeit der Berliner Windmühlen. Besondere Bedeutung unter den bestehenden Berliner Mühlen kommt der Britzer Mühle zu, die als einzige der ursprünglichen Mühlen vollständig funktionsfähig ist. Die Mühle bildet seit 1987 in einem anderthalbjährigen Lehrgang Hobbymüller zum Diplom-Windmüller aus. Ein ähnliches Ausbildungsangebot bietet die gleichfalls funktionsfähige Bockwindmühle in Marzahn, die als Neubau aus dem Jahr 1994 allerdings nicht zum historischen Mühlenbestand zählt. Beide Ausbildungen gelten nicht als Berufsausbildung.

## Geschichte
Der Schwerpunkt dieses Artikels liegt in der Beschreibung der vorhandenen Mühlen. Deshalb beschränkt sich der Geschichtsteil auf die Nachzeichnung der wichtigsten Entwicklungslinien in der Berliner Mühlengeschichte.

### Zisterzienser und Gewerbefreiheit
In der hoch- und spätmittelalterlichen Wirtschaft gehörte das Mühlenrecht, das eng an das Wasserrecht gekoppelt war, „zu den ergiebigsten und daher auch am meisten umkämpften Privilegien“ (Warnatsch). Gab es im Berliner Raum bereits im 13. Jahrhundert mit der Panke-Mühle und einer Mühle am Mühlendamm zwischen Alt-Berlin und Cölln zwei Wassermühlen, folgten die ersten Windmühlen um 1375 in den damaligen Dörfern Buckow, Rudow und dem Lehniner Klosterbesitz Celendorpe, dem heutigen Ortsteil Zehlendorf. In der Zauche und im Teltow betätigten sich die einflussreichen Zisterziensermönche aus Lehnin als Pioniere im Mühlenbau. Aufgrund ihrer fortschrittlichen Technologie waren sie in den Dörfern der jungen Mark Brandenburg willkommene Entwicklungshelfer und besaßen selbst insgesamt 19 Mühlen. Stefan Warnatsch veranschlagt die Einnahmen der Mönche aus ihren 19 Mühlen auf mindestens durchschnittlich rund 100 Gulden jährlich pro Mühle; der Gewinn der Müller dürfte die drei- bis vierfache Summe betragen haben.

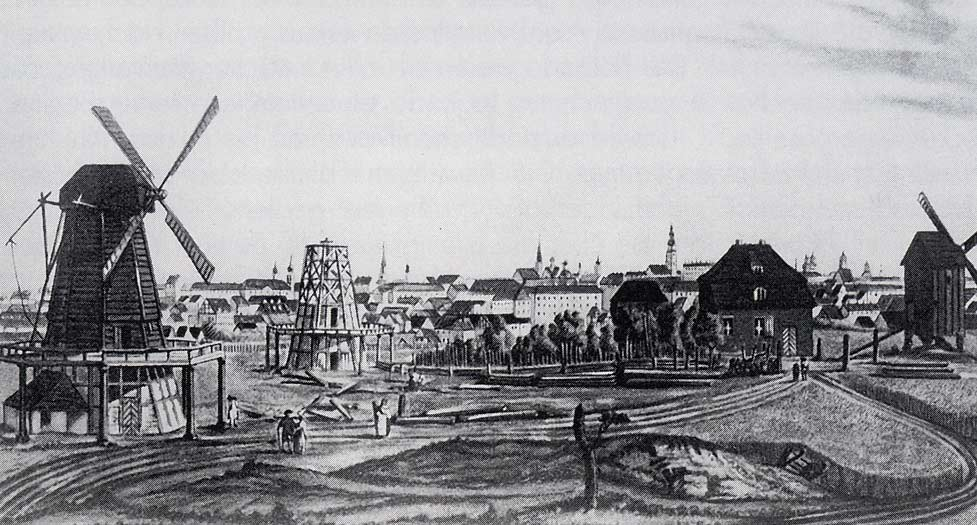
Prenzlauer Berg, früher Windmühlenberg, um 1800

Nachdem die Gewerbefreiheit die Restriktionen des Zunftwesens und der Ständegesellschaft abgelöst hatte und im Jahr 1810 als Hauptbestandteil der Stein-Hardenbergschen Reformen in Preußen eingeführt worden war, kam es zu einem kurzen Boom an Mühlenbauten. Um 1860 existierten in der Stadt und ihrer Umgebung noch rund 150 Betriebe, die aufgrund mangelnder Kapitalausstattung überwiegend zum technisch rückständigen Typus Bockwindmühle gehörten; die ertragreicheren, erheblich teureren Holländermühlen konnten sich nur wenige Müller leisten.

Wappen des ehemaligen Bezirks Prenzlauer Berg

### Vier Zentren
Im Wesentlichen hatten sich vier Zentren mit hohen Mühlenkonzentrationen herausgebildet. Rund dreißig Mühlen standen am Prenzlauer Berg, davon zierten alleine acht Getreidemühlen den Rand des Windmühlenbergs, der dem Bezirk den ursprünglichen Namen gegeben hatte. Das 1992 verliehene Wappen des ehemaligen Bezirks Prenzlauer Berg versinnbildlichte den größten Berliner Mühlenstandort, indem es als stilbildendes Element vier schwarze Windmühlenflügel in goldenem Schild zeigt, die diagonal ausgerichtet sind. Das zweite große Zentrum bildete das Gebiet um Müller- und Seestraße im Wedding, elf Mühlen standen nördlich von Schöneberg um den seinerzeitigen Mühlenweg (seit 1912: Badensche Straße) und eine große Zahl Loh- und Walkmühlen befand sich in Rixdorf. Mehr als zwanzig Straßennamen erinnern im Jahr 2005 an die alten Mühlenstandorte, davon tragen allein zehn die Bezeichnung Mühlenstraße oder Mühlenweg. Hinzu kommen weitere Namen mit den unterschiedlichsten Zusammensetzungen wie beispielsweise Mühlbergstraße, Mühlsteinweg oder Am Mühlenberg.

### Berliner Mühlenberge

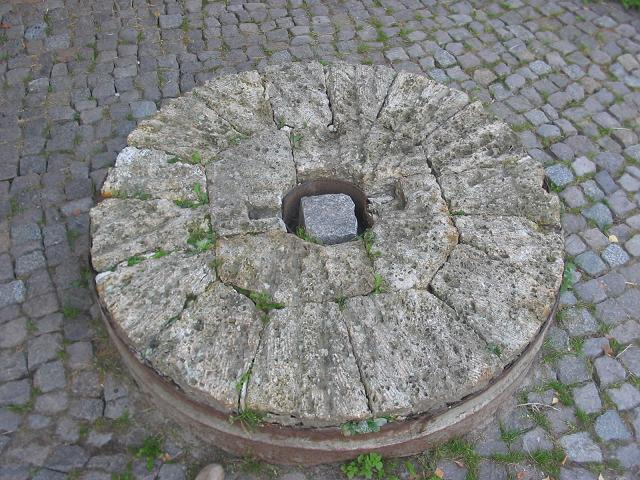
Mühlstein, Britzer Mühle, 2005

Die Berliner Mühlenberge und Hügel liegen überwiegend auf den rund 15 Meter dicken Platten des Barnim und Teltow, geschlossenen Grundmoränenbildungen der Saaleeiszeit und der letzten Eiszeit, die zum Teil von flachwelligen Endmoränenbildungen überlagert sind. Insbesondere in den Randbereichen hinterließen die Wassermassen der abtauenden Gletscher vor rund 15.000 Jahren hügelige Ablagerungen aus Geschiebemergel und Sand. Die in weiten Teilen tundraähnlichen Hügel mit spärlichem Bewuchs waren als Standorte für Windmühlen sehr geeignet. Auch auf dem Hangbereich der Nauener Platte, deren Ausläufer bis zur westlichen Havelniederung reichen, findet sich mit dem Gatower Windmühlenberg ein alter – und demnächst erneuerter – Mühlenstandort, der mit dem seltenen Vegetationstyp Sand-Trockenrasenflora unter Naturschutz steht.

### Dampfkraft und Elektrifizierung
Die Einführung der effektiveren Antriebsform Dampfkraft führte dazu, dass die meisten naturkraftbetriebenen Mühlen um 1870 dem Konkurrenzdruck nicht mehr gewachsen waren und verschwanden. Diesem sogenannten Ersten Mühlensterben folgte mit der zunehmenden Elektrifizierung des Mühlenantriebs und der Ausbildung der Großmühlen das Zweite Mühlensterben. Von den ehemals rund 150 Betrieben blieb eine Handvoll übrig, die nach 1945 zum Teil noch einmal – vergeblich – versuchten, mit den Großbetrieben mitzuhalten. Die letzte noch tatsächlich produzierende Windmühle, allerdings bereits motorbetrieben, war die Jungfernmühle in Buckow, die 1980 den Betrieb aufgab. Die neben dem Wasserrad älteste Kraftmaschine der Menschheit, das Windrad, hatte damit hinsichtlich der Müllerei in Berlin endgültig ausgedient und wird nur noch aus historischen beziehungsweise musealen Gründen, zu Liebhaber-, zu Lehrzwecken und zur Bewahrung eines Stücks alter Mühlenromantik gepflegt.

## Erhaltene Windmühlen, ursprünglicher Bestand
Sämtliche vorhandenen und im Folgenden aufgeführten Berliner Mühlen stehen unter Denkmalschutz. Zwei Berliner Mühlen, die historische Britzer Mühle und die 1993 neugebaute Bockwindmühle in Marzahn, sind vollständig funktionsfähig.

### Britzer Mühle
52° 25′ 55″ N, 13° 26′ 1″ O

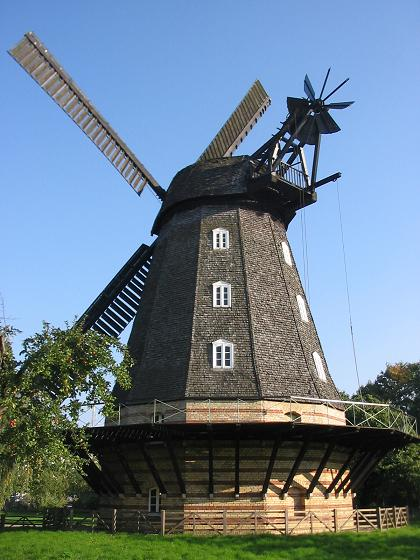
Britzer Mühle, 2005

Die Britzer Mühle am Buckower Damm 130 in Britz, ehemals Stechan’sche Mühle, ist eine typische Galerie-Holländermühle, windgängig und voll funktionsfähig. Der Zwölfkant-Bau aus dem Jahr 1866 hat eine Höhe von rund 20 Metern, der Durchmesser der Jalousieklappenflügel beträgt von Spitze zu Spitze 25 Meter. Eine Windrose dreht die auf gusseisernen Rollen gelagerte Kappe selbsttätig im Wind. Der ehemalige Name geht auf den Mühlenmeister Karl Albert August Stechan zurück, der die Mühle samt Inventar im Jahr 1874 für 19.000 Taler kaufte.
Die Mühle gehört organisatorisch zum Britzer Garten, der ehemaligen BUGA 1985, liegt allerdings nicht auf dem Gelände, sondern am Rand inmitten eines weitläufigen Obstgartens. Die Verwaltung obliegt der landeseigenen Grün Berlin Park und Garten GmbH. Führungen durch die Mühle und die Ausbildung zum Diplom Windmüller sind vom Verein Britzer Müllerei e. V. organisiert. Die Mühle ist individuell und bei Führungen zu besichtigen. Brot wird als eigenes Mühlenprodukt zum Verkauf angeboten. Zudem bietet die Britzer Mühle wie die gleichfalls funktionsfähige und 1994 neu gebaute Bockwindmühle in Marzahn die Möglichkeit, den Traum einer Hochzeit „Ganz in Weiß“ zu verwirklichen.

### Adlermühle in Mariendorf
52° 25′ 21,7″ N, 13° 23′ 36,6″ O

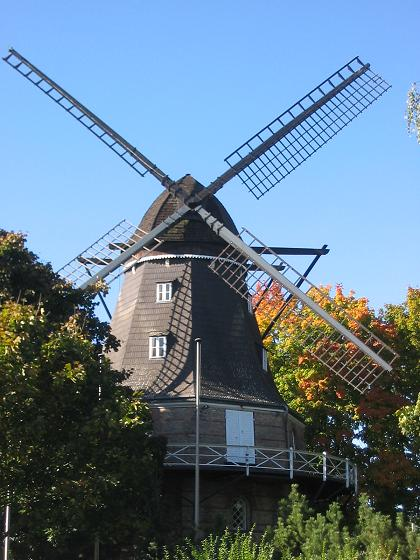
Adlermühle, Mariendorf, 2005

Die Adlermühle (auch mit der Schreibweise Adler Mühle) aus dem Jahr 1889 im Mariendorfer Buchsteinweg 32–34 ist gleichfalls eine achteckige Galerieholländermühle, allerdings ist keine Technik mehr vorhanden und die Mühle ist nicht mehr windgängig. Der Mahlbetrieb endete im Jahr 1959, seit 1963 steht der Bau unter Denkmalschutz. Nachdem die Mühle lange Zeit ohne Flügel war, ersetzen seit 1982 Segelgatterflügel die historischen Jalousieflügel, außerdem bekam die Mühle einen Steert.
Die ehemalige Kornmühle wird als Vereinsheim und Freizeitstätte des Berliner Schwimmvereins „Friesen 1895“ e. V. genutzt, der sich mit Eigen- und öffentlichen Mitteln um den Ausbau und Erhalt der verwahrlosten Mühle verdient gemacht hat. Es finden gelegentlich öffentliche Veranstaltungen wie Pfingstkonzerte, Führungen am Tag der offenen Tür und Ausstellungen am Deutschen Mühlentag statt, den die Deutsche Gesellschaft für Mühlenkunde und Mühlenerhaltung alljährlich durchführt. In der ersten Etage kann ein Raum für Festlichkeiten für bis zu 50 Personen gemietet werden. Die Mühle ist zu den Öffnungszeiten zugänglich.
Den Namen führt die Mühle nach dem Adler, dem Wappentier Preußens, der über der Eingangstür angebracht ist. Laut Gerhard Schlimpert „soll die Adlermühle die größte Windmühle der ehemaligen Mark Brandenburg gewesen sein.“

### Zehlendorfer Mühle
52° 26′ 27,9″ N, 13° 16′ 37,9″ O

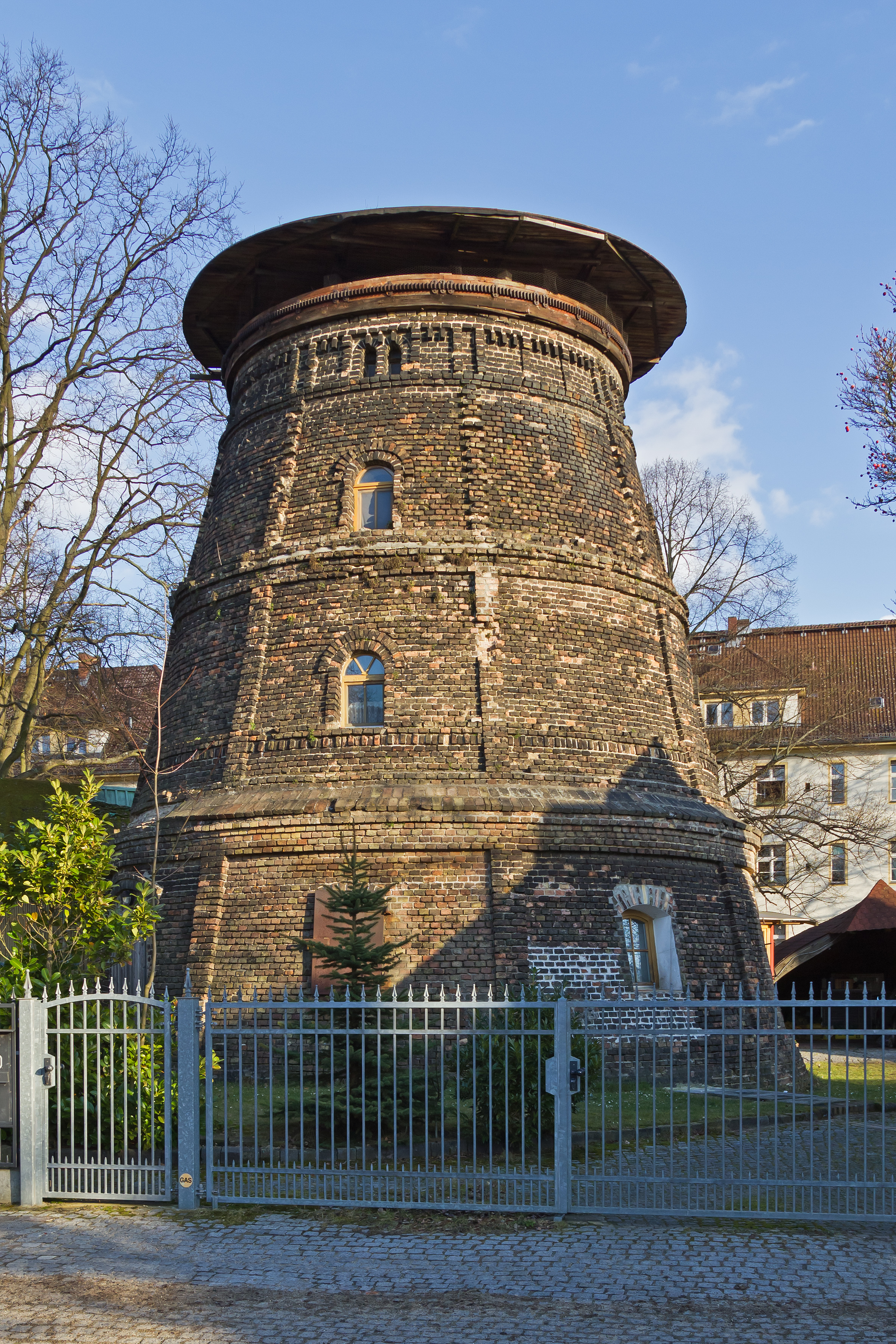
Zehlendorfer Mühle, 2014

Die Zehlendorfer Mühle zwischen der Schlettstadter und Berliner Straße 75 am einstigen Zehlendorfer Mühlenpark ist eine Holländermühle in der selteneren Rundform. Die Kornmühle, die auf das Jahr 1881 (andere Angaben 1879, 1880) und den Mühlenmeister Radlow zurückgeht, ist nicht funktionsfähig, hat bereits seit 1943/1944 keine Flügel mehr und auch die Kappe und die Galerie fehlen, sodass nur noch das dreigeschossige Grundgemäuer aus Backsteinen vorhanden ist.
Diese Mühle ist die dritte in Zehlendorf. Der erste Bau, eine Bockwindmühle, fand bereits im Landbuch Karls IV. von 1375 Erwähnung und stand am Südausgang des Ursprungsdorfes, das im Besitz der Zisterziensermönche vom Kloster Lehnin war. Da die Mönche zu dieser Zeit insbesondere im Mühlenbau führend waren, besteht eine hohe Wahrscheinlichkeit, dass der Bau der ersten Zehlendorfer Mühle auf ihre Initiative zurückgeht. Erst im Jahr 1875 musste sie dem Ausbau der Eisenbahn weichen. Fünf Jahre später kam es dann gleich zu zwei Neubauten, wovon einer nach nur fünf Jahren wieder abgerissen wurde; er befand sich an der Sundgauer Straße. Der andere Neubau war die noch vorhandene Zehlendorfer Mühle.
Schon im Jahr 1898 stellten die Betreiber wegen Windmangel auf einen Antrieb mit einem petroleumbetriebenen Motor um, den sie 1921 durch einen Elektromotor ersetzten. Die Flügeldemontage erfolgte 1943/1944 aus Gründen der Kriegsführung, um feindlichen Flugzeugen den Orientierungspunkt zu nehmen. Seit den 1950er Jahren war die leerstehende und im Privatbesitz befindliche Mühle Zankapfel zwischen Behörden und dem Besitzer, für eine denkmalgerechte Erhaltung fehlten die finanziellen Mittel. Nach jahrzehntelangem Verfall war das Gemäuer in einem desolaten Zustand. Im Jahr 1997 fand sich ein privater Investor, der mit erheblichen Eigenmitteln und in enger Absprache mit den Denkmalschützern den Grundbau bis unter die ehemalige Kappe sanierte und zu seinem sehr originellen, privaten Wohnhaus umbaute. Die historische Backsteinfassade und die Holzfenster konnten nach dem alten Vorbild bewahrt werden.

### Jungfernmühle in der Gropiusstadt
52° 25′ 55,7″ N, 13° 28′ 4,9″ O

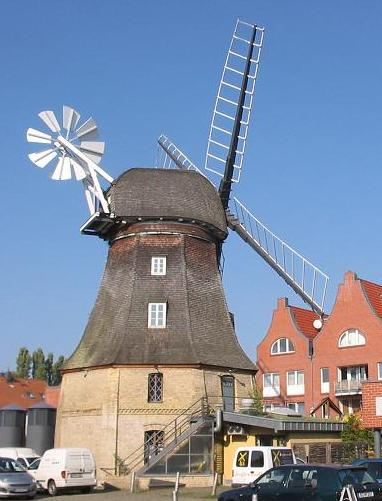
Jungfernmühle, Gropiusstadt, 2005

Die kleine achteckige Jungfernmühle (Wieneckesche Mühle) in der Gropiusstadt, Goldammerstraße 34 ist eine Galerie-Holländermühle (Kornmühle). Die älteste erhaltene Mühle der Stadt aus dem Jahr 1757 (andere Angaben 1753) hat nur noch Jalousieflügel- und Windrosenattrappen und ist ohne Funktion. Allerdings wurde hier noch bis zum Frühjahr 1980 – mittels elektrischer Energie – Korn gemahlen, so dass die Jungfernmühle die letzte aus wirtschaftlichen (und nicht musealen) Gründen betriebene Berliner Windmühle war. In der Mühle befindet sich ein Restaurant. Mit den Neubauten am umgebenden Platz versuchten die Städteplaner, ein harmonisches Bauensemble zu gestalten und statteten die Neubauten daher als holländische Giebelhäuser mit roten Backsteinen aus.
Die Jungfernmühle hat zwei Umsetzungen hinter sich. Der Bau des holländischen Zimmermanns Adrian den Ouden, einem der letzten niederländischen Bewohner des berühmten Potsdamer Holländischen Viertels und verheiratet mit der Witwe des Baumeisters des im holländischen Stil gehaltenen Jagdschlosses Stern, befand sich ursprünglich auf dem Amtsacker in der Nähe des Nauener Tores in Potsdam. Seit 1788 im Eigentum des Müllermeisters Walsleben, musste die Mühle 1860 nach rund einhundertjährigem Betrieb der Arndt’schen Villa, in der heutigen Friedrich-Ebert-Straße 63, weichen. Ein neuer Besitzer, Johann Wilhelm Blankenberg aus Rixdorf, ließ die Mühle sehr wahrscheinlich auf den Rixdorfer Rollbergen wieder aufbauen. Hier stand sie nur kurze Zeit, denn nach erneutem Eigentümerwechsel im Jahr 1872 ließ der nächste Besitzer und Namensgeber des Zweitnamens der Mühle (Wienecke’sche Mühle), Otto Wienecke, das Gebäude an seinen heutigen Standort nach Buckow verlegen. Eine Inschrift teilt dazu mit: Vier Generationen Müllermeister Wienecke 1969.
Der Erstname Jungfernmühle geht auf eine tragische Begebenheit beim Bau im Jahr 1757 in Potsdam zurück, als die Müllerstochter bei der Besichtigung der neuen Mühle unter plötzlich auftretendem Wind von den Flügeln erfasst und in einem hohen Bogen auf der Galerie zerschmettert wurde. „Der Vater ließ das Bildnis der toten Tochter in Eichenholz stechen und zur Erinnerung an das tragische Ende seines Kindes unter der Welle der Mühle einsetzen, wo es sich noch befindet.“
In den 1990er Jahren wurde die Mühle für einen Restaurantbetrieb umgebaut. Durch zusätzlich eingebaute Glasfenster ist der Blick bis in den Dachstuhl noch möglich. Der Rest der Innenräume ist dem Restaurantbetrieb entsprechend umgestaltet worden. Seit Frühjahr 2018 wird die Jungfernmühle durch die Restaurantgruppe Wiesenstein bewirtschaftet, die in Berlin mehrere – zum Teil historische – Gaststätten und Standorte verwaltet.

## Neue und umgesetzte Windmühlen

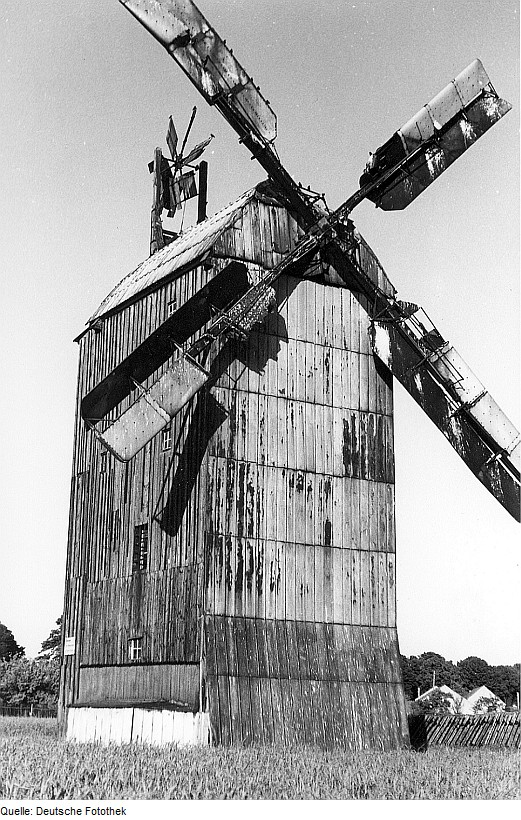
Die aus Berlin 1903 umgesetzte Mühle in der Gemeinde Am Mellensee, 1973

Da in den folgenden Abschnitten von Mühlen die Rede ist, die nach Berlin umgesetzt wurden, sei einleitend erwähnt, dass diese Umsetzungen auch in umgekehrter Richtung stattfanden, also aus Berlin hinaus. Insbesondere in der Gründerzeit nahmen die aus dem Boden schießenden Wohnsiedlungen den Mühlen zunehmend den Wind. So kam es beispielsweise im Jahr 1888 zur Umsetzung einer Schöneberger Mühle nach Mariendorf, die von dort bereits 1903 weiter zu ihrem Standort auf dem Mühlenberg in Saalow, Ortsteil der Gemeinde Am Mellensee bei Zossen, transportiert wurde. Dort steht die 1974/1975 restaurierte Paltrockwindmühle noch. Die Kastenbauweise der hölzernen Paltrock- und Bockwindmühlen war so konstruiert, dass sie leicht auseinanderzunehmen und an anderem Ort wieder aufzubauen waren.

### Marzahner Bockwindmühle, Neubau von 1994
52° 32′ 38,6″ N, 13° 33′ 48,8″ O

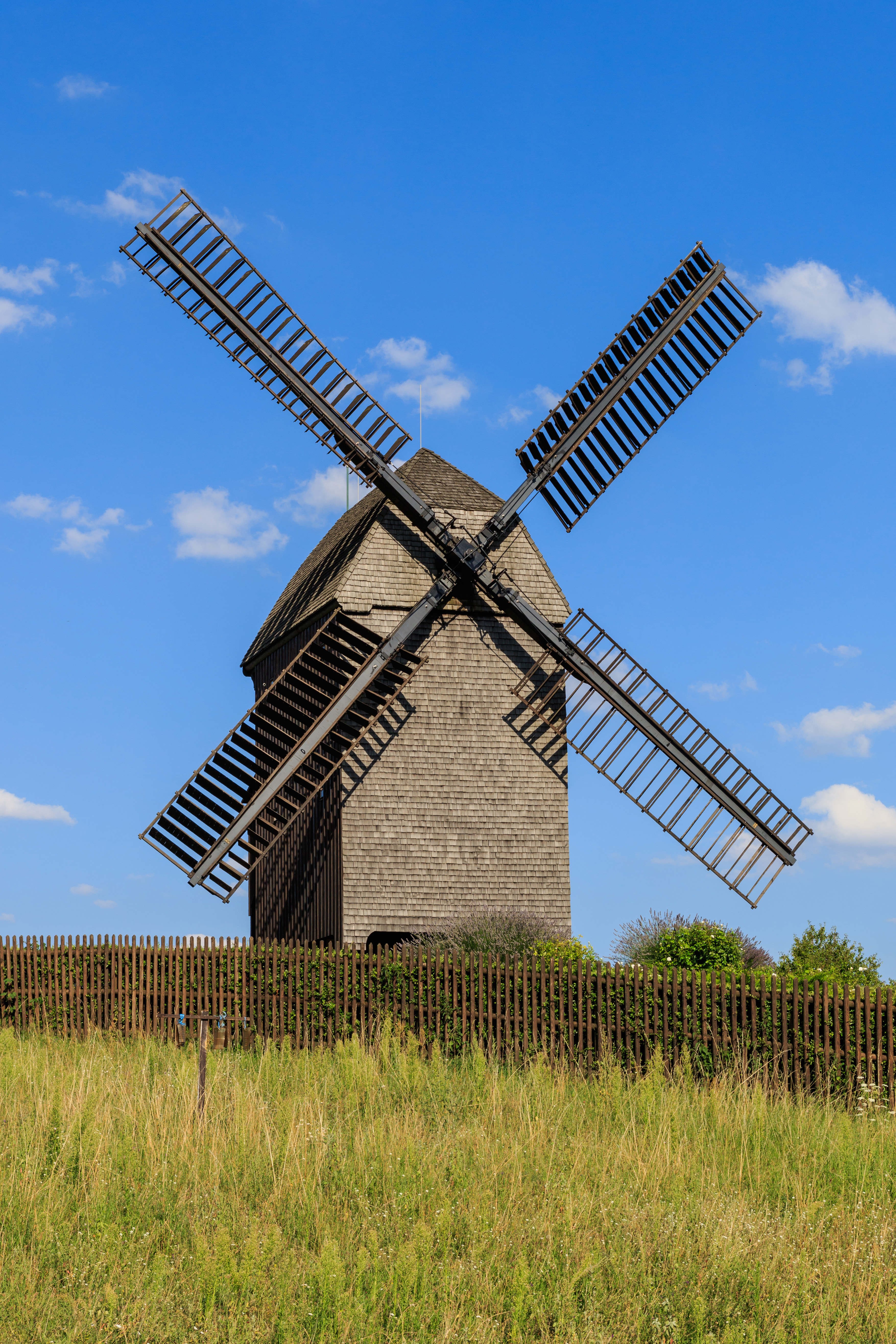
Marzahner Mühle, 2015

Die zurzeit einzige – nichtmuseale – Berliner Bockwindmühle, ein Neubau aus dem Jahr 1994 des niederländischen Mühlenbauers Harrie Beijk, befindet sich in Marzahn, in der Straße Hinter der Mühle. Sie ist neben der Britzer Mühle die zweite komplett eingerichtete und funktionsfähige Mühle und verfügt über Jalousieflügel und intakten Schrotgang, doppelten Sechskantsichter, Quetsche, Ausmahlmaschine und Askaniasichter. Bei einem Flügeldurchmesser von 20,5 Metern und einem Gesamtgewicht von 44 Tonnen kann die Mühle mit zwei Gängen bis zu 1000 Kilogramm Roggen- oder Weizenmehl pro Tag erzeugen. Die Luftströmungen lassen jährlich rund 200 windbetriebene Betriebstage mit einer nutzbaren Antriebsleistung von 8–12 Kilowatt zu. Neben der Mühle steht ein Kleinwindkraftwerk, das als Windmessstation (Anemometer) dient.
Wie bei der Britzer Mühle bieten auch hier qualifizierte Fachkräfte Fortbildungskurse zur historischen Müllerei an. Die Marzahner Mühle steht für Besichtigungen oder für die Teilnahme an Führungen offen. Sie liegt unmittelbar benachbart zum alten Kern des ehemaligen Angerdorfes Marzahn auf einem kleinen Hügel, auf dem kleinere Tiergehege mit Gänsen, Schafen, einem Pferd und einem Esel sowie ein kleines Areal mit historischen landwirtschaftlichen Geräten eingerichtet wurde. Eingebettet in die dichte Hochhaus- und Plattenbaukulisse Marzahns an der Ecke der stark frequentierten Landsberger Allee und Allee der Kosmonauten bietet das historische Marzahn mit seiner neuen Mühle ein bizarr-kontrastreiches Bild.
Die drei Vorläufermühlen dieses Neubaus reichen zurück bis in das Jahr 1815, als der erste Marzahner Müller Christian Friedrich Krüger eine Bockwindmühle errichten ließ. Diese erste Mühle, die Folgebauten von 1873 und 1908 und der heutige Neubau verteilten sich auf drei Standorte in Marzahn. 1978 erwarb die DDR die letzte Mühle, die nur noch aus einem gemauerten Turm mit einem flügellosen Stahlgerüst bestand, und ließ sie abreißen. Vier Jahre später fasste der Ost-Berliner Magistrat den Beschluss zum Neubau, um den Marzahner Dorfkern gestalterisch aufzuwerten. Ursprünglich hatten die Planungen die Errichtung einer Hollandmühle vorgesehen. Wegen der gesellschaftlichen Umbrüche kam es nicht mehr zur Realisierung. Der erste Müller fand sich 1994 auf eine Stellenanzeige, auf die sich zehn Interessenten gemeldet hatten.

### Holländermühle Foline im Technikmuseum
52° 29′ 44,9″ N, 13° 22′ 32,8″ O

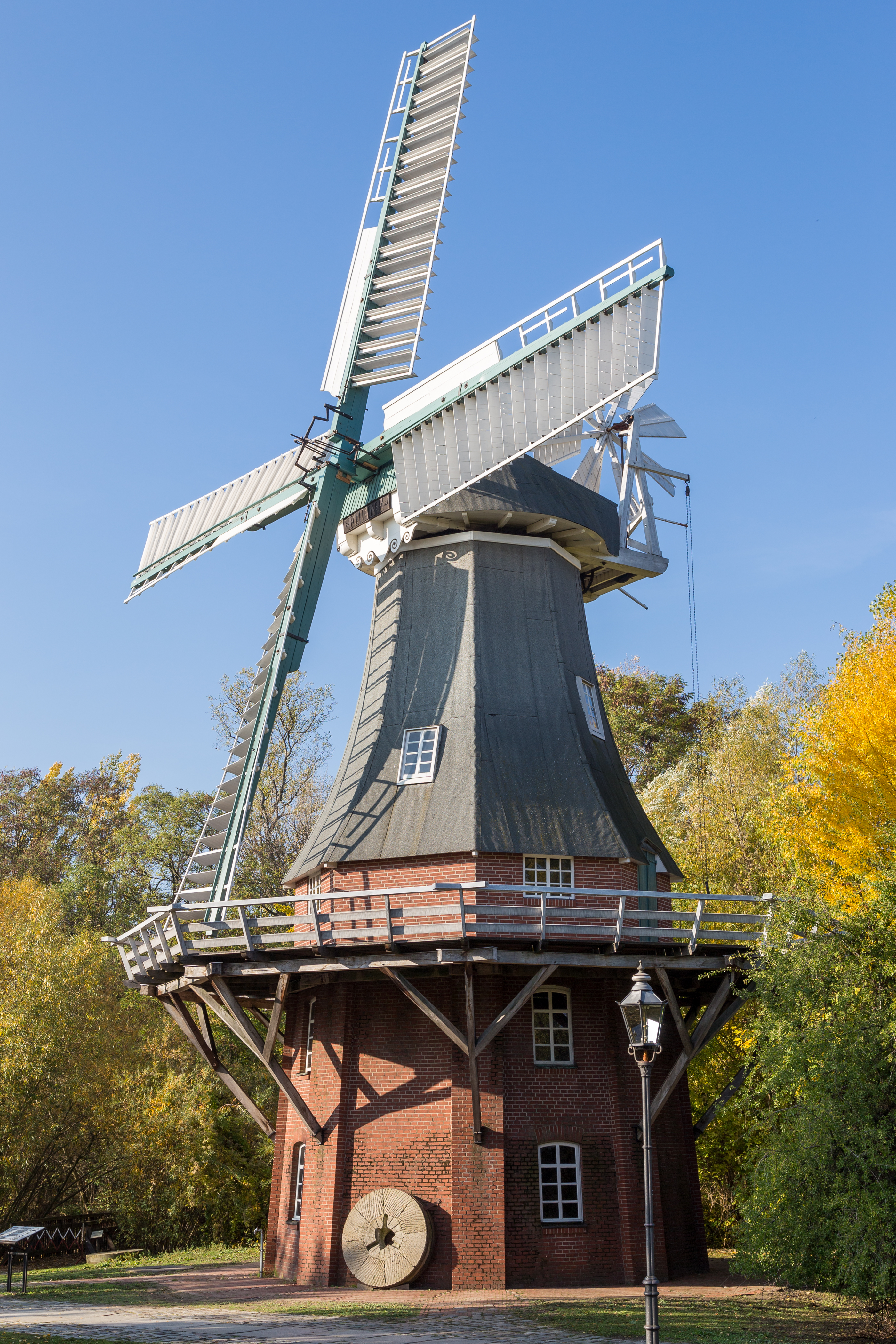
„Foline“ im DTM Berlin

Die sehr kleine, achteckige Galerieholländermühle Foline kam aus Poghausen, Ortsteil von Uplengen in Ostfriesland, in das Deutsche Technikmuseum nach Kreuzberg und 1985 zur Aufstellung. Die komplette Kornmühle mit Windrose und Jalousieflügeln ist windgängig und gelegentlich in Betrieb, obwohl die hohen Baumbestände vor ihr die Winde nicht völlig frei anströmen lassen. Ursprünglich eine reine Schrotmühle, ist sie mit einer zusätzlichen kleinen Motormühle mit Quetsche, Walzenstuhl, Sichtung ausgestattet. Der Name Foline zählt zu den typischen altostfriesischen weiblichen Namen.
Die beiden Mühlen des Technikmuseums befinden sich – landschaftlich untypisch umgeben von Baumbestand – im sechs Hektar umfassenden Museumspark, der auf dem Gelände des seit langem stillgelegten Bahnbetriebswerks des ehemaligen Anhalter Bahnhofs liegt. Ganz ähnlich wie im neuen Natur-Park Schöneberger Südgelände mit seinem doppelsinnigen Motto „Bahnbrechende Natur“, der seit dem Jahr 2000 als Naturpark unter Schutz steht, konnte sich hier eine über Jahrzehnte unberührte Natur mit für Berlin seltenen und vielfältigen Beständen herausbilden und über das alte Bahngelände ausbreiten. Am 2. September 2011 wurde auf diesem Gelände der Ostpark des Parks am Gleisdreieck eröffnet, dessen westlicher Weg unmittelbar an den beiden Windmühlen vorbeiführt. Die Mühlen sind von diesem öffentlichen Weg aus zwar sehr gut zu sehen, aber nicht zugänglich, da das Museumsgelände durch einen Zaun vom Park getrennt ist.

### Bohnsdorfer Bockwindmühle im Technikmuseum
52° 29′ 47,2″ N, 13° 22′ 35,2″ O

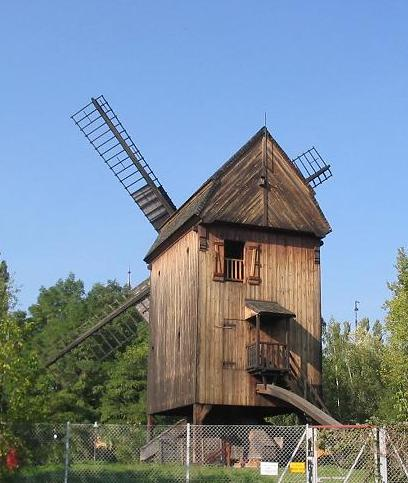
Bohnsdorfer Bockwindmühle im Freigelände des Technikmuseums, 2005

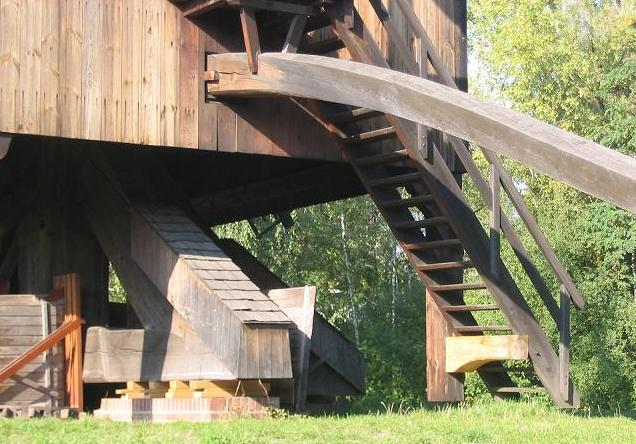
Bohnsdorfer Bockwindmühle, Blick auf Bock und Steert, 2005

Im Freigelände des Technikmuseums befindet sich eine weitere Windmühle, die Bohnsdorfer Bockwindmühle. Die etwa 14 Meter hohe Mühle verfügte über Türenflügel mit rund 20 Metern Durchmesser, war windgängig mit einem Schrotgang und Beutelwerk und manchmal in Betrieb. Bei einem Besuch der Mühle im November 2022 waren die Flügel nicht mehr montiert, Reste eines Flügels lagen etwas abseits verfallen am Boden.
Das ursprünglich Vollkropfmühle oder nach einem Besitzer auch Staberow’sche Mühle genannte Bauwerk stammt aus dem Jahr 1820, stand bis 1874 in der Grünauer Straße bei Köpenick und kam anschließend nach Bohnsdorf in die Glienicker Straße 508. 1958 unter Denkmalschutz gestellt und 1983 abgebaut, erfolgte noch im gleichen Jahr ihre Neuaufstellung auf dem Gelände des Technikmuseums. Auch wenn diese Mühle in Berlin verblieben ist, zählt sie wegen der Umsetzung in das Museum nicht zu den erhaltenen historischen Mühlen an ihren originären Standorten.
Die älteren Namen der Mühle finden sich in amtlichen Aufzeichnungen beispielsweise als Wuhlkropfmühle (1820) oder Vollkropfs Mühle (1850). Nach den Analysen des Namenforschers für den Teltow, Gerhard Schlimpert, geht der Name auf den sogenannten Vollkropf zurück, der bereits 1704 als Amtsforst verzeichnet ist. An den Namen erinnern zwischen Glienicker Weg und Spree ein Reststück des Vollkropfgrabens und das kleine Biotop Vollkropfwiesen am Graben. Die Feucht- und Nasswiesen mit Magerrasen und Röhrichtbeständen stehen unter Naturschutz.
Da auf dem ausgedehnten Gebiet südlich der Spree eine slawische Siedlung gefunden wurde, könnte es sich um einen alten slawischen Wüstungsnamen handeln. Ein Nachweis dazu existiert jedoch nicht und eine stimmige etymologische Ableitung zum Namen Vollkropf liegt nicht vor. Kursierende Ableitungen aus dem mittelniederdeutschen Krop = Auswuchs, Kropf, Schlund hält Schlimpert für nicht plausibel, da zum einen die Mundartform fehlt und zum anderen das Beiwort Voll- unklar bleibt, das sich auch als Vulc-krop findet.

### Wiedererrichtete Bockwindmühle in Gatow
52° 29′ 11″ N, 13° 10′ 40,4″ O

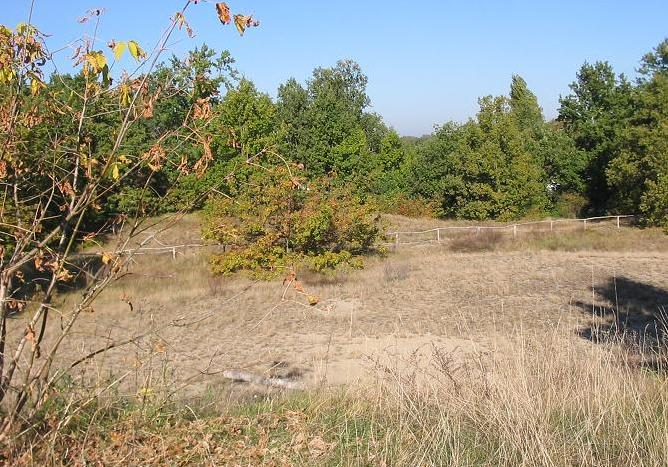
Windmühlenberg Gatow mit
Sand-Trockenrasenflora

Seit dem Jahr 2004 gibt es eine weitere – anfangs noch zerlegte – Bockwindmühle in Berlin, die nach Auskunft der Käufer der Mühle im Technikmuseum sehr ähnlich sein soll und die aus Metzelthin, Ortsteil von Wusterhausen/Dosse, von der Prignitz nach Gatow in die Buchwaldzeile 43 umgesetzt wurde. Der Aufbau der Mühle, für die ursprünglich ein Standort bei Wriezen am Oderbruch geplant war, wurde seit 2004 vorbereitet und im Jahr 2008 vollendet.
Standort ist der historische Windmühlenberg mit der seltenen Sand-Trockenrasenflora, der inmitten einer kleinen Siedlung liegt und seit dem 9. Februar 2002 als Naturschutzgebiet Windmühlenberg unter Schutz steht. Auf dem 52 Meter hohen Berg stand bis 1921 (nicht 1923, wie oft angegeben) die alte Gatower Bockwindmühle aus dem Jahr 1845 (andere Angaben 1824 und 1844), die ein skurriles Ende nahm, als sie für einen Film des Regisseurs Richard Eichberg (1888–1952) regelrecht abgefackelt wurde. Der Mühlenbesitzer, der Ortsbäcker, hatte die verwahrloste und ausgediente Mühle zuvor an die Produktionsfirma des Films verkauft, die das hölzerne Bauwerk gemäß Drehbuch für die letzte Szene in Brand steckte. Recherchen des Fördervereins historisches Gatow ergaben, dass es sich bei dem Film von Eichberg, der 1938 mit dem zweiteiligen und vertonten Remake von Joe Mays Das indische Grabmal (1. Teil: Der Tiger von Eschnapur) weltweit bekannt wurde, um den Stummfilm Die Liebesabenteuer der schönen Evelyne, Deutscher Titel Die Mordsmühle auf Evenshill, handelte. Die Uraufführung des in den USA indizierten und im Deutschen Reich nicht jugendfreien Films fand am 23. Dezember 1921 in Berlin statt. Das weitere Schicksal des Films ist unklar, die Kopien sind offenbar verschollen (Darsteller waren u. a. Lee Parry, Oskar Sima in einem seiner ersten Filme überhaupt, Karl Falkenberg und Felix Hecht).

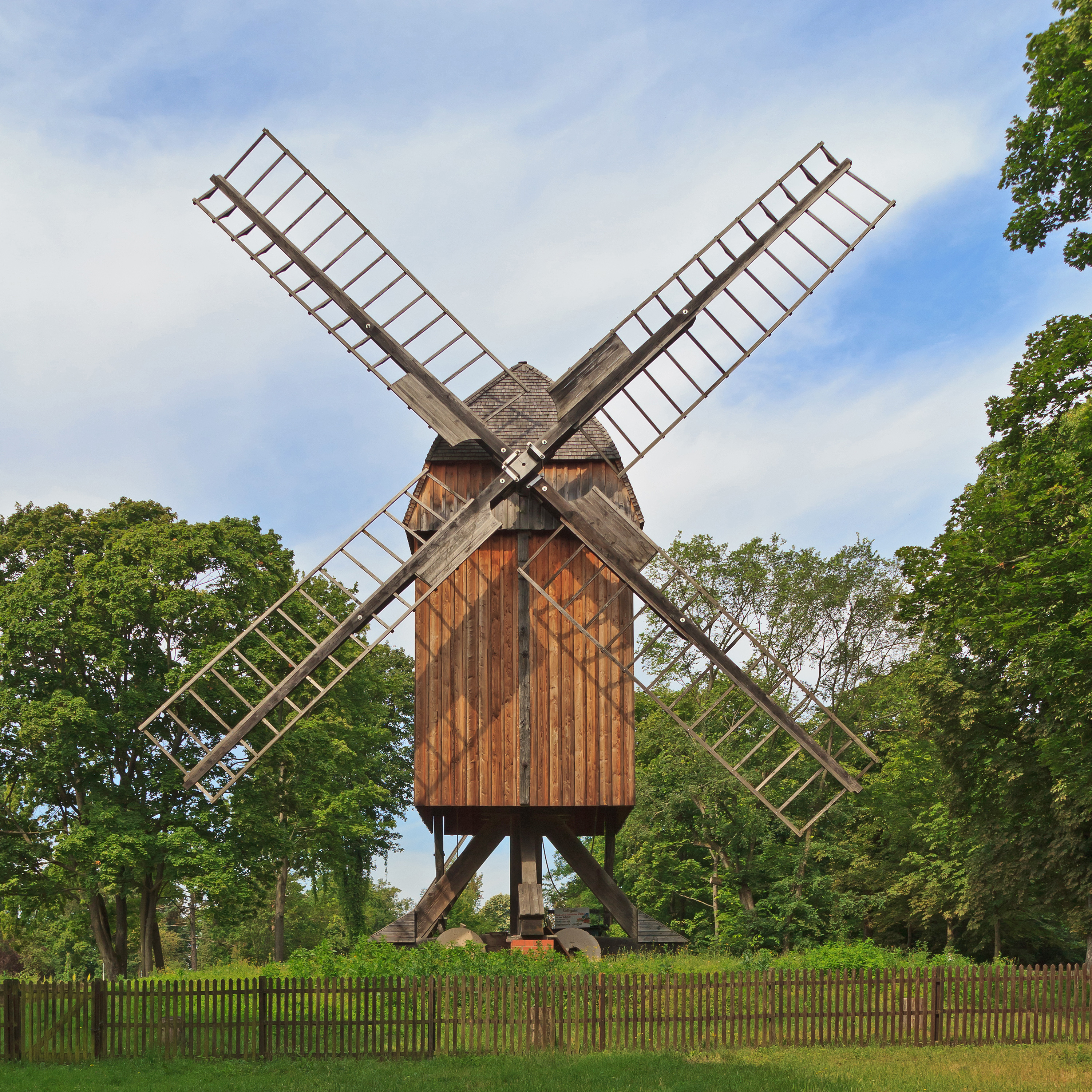
Die im Jahr 2008 wiedererrichtete Bockwindmühle in Gatow, 2014

Der Förderverein Gatow kaufte die neue Mühle für rund 4000 Euro aus der Konkursmasse der Gesellschaft, die die Mühle der Stadt Wriezen hatte spenden wollen. Die zerlegte Mühle lagerte bereits auf dem Güterbahnhof des Oderbruch-Städtchens. Laut Förderverein gleicht die rund 225 Jahre alte Mühle der abgebrannten Gatower Mühle. In Absprache mit den Behörden fand sich am Rand des Schutzgebietes ein Platz neben einem alten Wasserturm, an dem sich die Errichtung der Mühle mit den Erfordernissen des Naturschutzes in Einklang bringen ließ. Von Oktober 2005 bis Oktober 2006 ruhte das Bauvorhaben, da gegen die bereits erteilte Baugenehmigung aus nachbarrechtlichen Gründen Widerspruch eingelegt wurde. Der Widerspruch wurde 2006 abgewiesen. Der Bau begann noch im Oktober 2006. Maßgeblich an den Arbeiten beteiligt waren die Auszubildenden der Knobelsdorff-Schule unter der Leitung des Zimmerermeisters Wellner.
Die „Taufe“ der nahezu fertiggestellten Mühle fand am 6. September 2008 in Gegenwart des Regierenden Bürgermeisters Klaus Wowereit mit einem Festakt statt. Nach 87 Jahren drehten sich also wieder Windmühlenflügel auf dem Gatower Berg. Die Kosten des gesamten Baus hatten rund 180.000 Euro betragen, finanziert mit 150.000 Euro Lottomitteln, 30.000 Euro Eigenmitteln und zahllosen Stunden ehrenamtlicher Arbeit. Im Jahr 2008 fand das Jubiläum 750 Jahre Gatow an der Havel, 1258–2008 statt – das Logo zu dieser Feier zeigt eine Bockwindmühle, das ehemalige und jetzt wiederhergestellte Wahrzeichen des Dorfes in der Stadt.